# 검은머리흰죽지
검은머리흰죽지(영어: Greater Scaup, 학명: Aythya marila)은 기러기목 오리과에 속하는 새이다.

## 생김새
전체적인 생김새는 댕기흰죽지와 유사하나 튀어나온 머리깃이 없다. 수컷은 몸윗면에 물결 모양의 줄무늬들이 있고 암컷은 얼굴 앞에 흰 반점이 댕기흰죽지 암컷에 비해서 넓다.

## 서식지
북아메리카 북부, 유리시아대륙 북부에서 번식하고 북아메리카 서부와 동부 해안, 유럽, 카스피해, 우수리, 중국 동부, 한국, 일본 등에서 월동한다. 해안 근처의 호수나 하구 등에서 무리를 지어 생활한다.